# El Corno Emplumado
El Corno Emplumado, también llamada en inglés The Plumed Horn, (1962-1969) fue una revista literaria bilingüe mexicana pionera en la difusión de la poesía beat en Hispanoamérica. Fundada por Sergio Mondragón, Margaret Randall y Harvey Wolin en la Ciudad de México en 1962, con el propósito de divulgar la poesía estadounidense y latinoamericana.

## Historia y descripción
A principios de la década de 1960, el poeta beat estadounidense Philip Lamantia acostumbraba organizar veladas literarias en su casa de la Zona Rosa de la Ciudad de México, donde se congregaban poetas de la época para hacer lecturas de sus obras; entre ellos estaban Homero Aridjis, Ray Bremser, Ernesto Cardenal, Allen Ginsberg, Sergio Mondragón y su entonces esposa, la poeta y escritora estadounidense Margaret Randall. En esas reuniones surgió la idea de crear una revista que sirviera de plataforma para dar a conocer el trabajo de los poetas contemporáneos.
Sergio Mondragón, Margaret Randall y Harvey Wolin fundaron El Corno Emplumado en 1962, con el objetivo primordial de divulgar la poesía contemporánea latinoamericana y estadounidense en español e inglés; sin embargo, Wolin abandonó el proyecto después de la publicación del segundo número. El nombre de la revista hacía referencia al dios Quetzalcóatl, que en español significa Serpiente emplumada, y al corno o trompa, instrumento musical utilizado por los jazzistas en los Estados Unidos.
La revista, de frecuencia trimestral, tradujo y publicó principalmente obras de vanguardia de autores de México, América Latina y Estados Unidos, especialmente las obras de los representantes de la «Generación Beat» y fue pionera en la difusión de su obra en Hispanoamérica. Además contó con ilustraciones de reconocidos artistas como David Alfaro Siqueiros, Leonora Carrington y Juan Soriano, entre otros. Como parte de su labor editorial, El Corno Emplumado también publicó alrededor de veinte libros de poesía, entre ellos Primera canción del exiliado de Miguel Donoso Pareja.
Si bien la revista no estaba afiliada a ninguna ideología política, al igual que otros medios escritos apoyó el movimiento estudiantil mexicano de 1968. En el número de octubre de ese año, Mondragón describió la violenta represión sufrida por los estudiantes en la Ciudad de México, para el siguiente número su nombre desapareció de los créditos y el poeta decidió abandonar el país y refugiarse en los Estados Unidos.
Es considerada una revista «emblemática» y uno de los «hitos literarios de América».